# Tomáš z Woodstocku
Tomáš z Woodstocku, 1. vévoda z Gloucesteru, 1. hrabě z Buckinghamu, 1. hrabě z Essexu (7. leden 1355 – 8. nebo 9. září 1397) byl nejmladším dítětem anglického krále Eduarda III. a Filipy z Hainaultu.

## Mládí

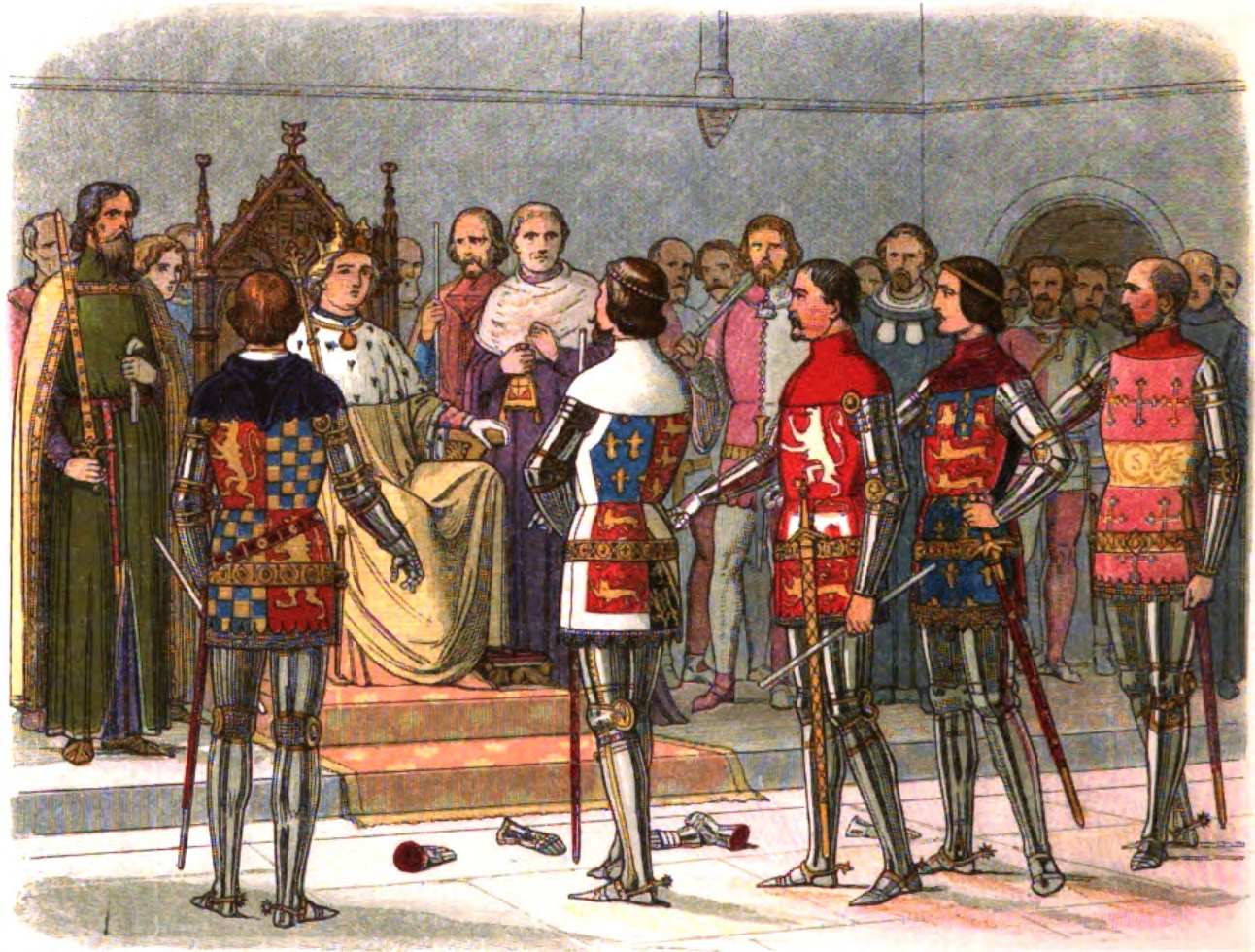
Arundel, Gloucester, Nottingham, Derby a Warwick před králem

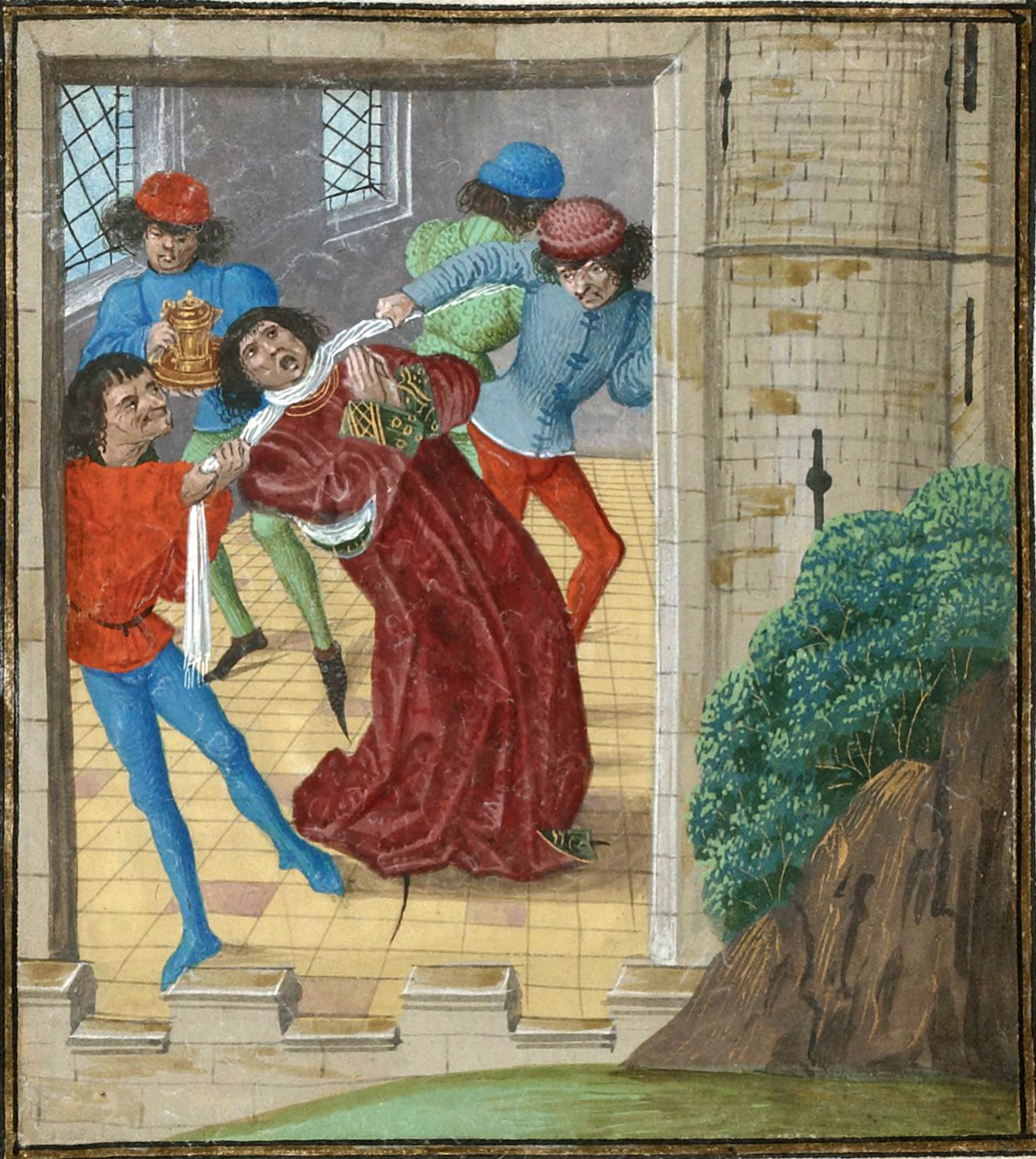
Tomášova vražda

Tomáš se narodil 7. ledna 1355 ve Woodstock Palace v Oxfordshire po dvou krátce žijících bratrech, jeden z nich se také jmenoval Tomáš. V roce 1376 se oženil s Eleonorou de Bohun, dostal hrad Pleshey v Essexu, a byl jmenován konstáblem z Realm. Mladší sestra Woodstockovy manželky, Marie de Bohun, se následně provdala za Jindřicha z Bolingbroke, hraběte z Derby, který se později stal králem Jindřichem IV.
V roce 1377, ve 22 letech, byl Woodstock pasován na rytíře a jmenován hrabětem z Buckinghamu. V roce 1385 jeho syn získal titul vévody z Aumale a asi někdy v té době se Tomáš stal vévodou z Gloucesteru.

## Tažení v Bretani
Tomáš byl ve vedení velké kampaně v severní Francii, která následovala po válce o bretaňské dědictví v letech 1343–1364. Dřívější konflikt byl zřetelný snahou Jana IV. Bretaňského ovládnout bretaňské vévodství proti svému rivalovi Karlovi z Blois. Jan byl v tomto boji podporován Anglií, zatímco Karel Francií. Jan převládal po Karlově smrti v bitvě v roce 1364, ale francouzi dál podkopávali jeho pozici, a byl později nucen odejít do vyhnanství v Anglii. Do Bretaně se vrátil v roce 1379, podporován bretonskými barony, kteří se obávali obsazení Bretaně francouzi. Anglická armáda pod velením Woodstocka byla poslána do Bretaně, aby podpořila jeho postavení. Jak Woodstock pochodoval s 5200 muži na východ od Paříže, museli v Troyes čelit armádě Filipa Smělého, burgundského vévody, ale francouzi se poučili od bitvy u Kresčaku v roce 1346 a bitvy u Poitiers v roce 1356 a nenabízeli Angličanům divokou bitvu. Nakonec obě armády jednoduše pochodovaly pryč. Francouzské obranné operace byly pak vrženy do zmatku smrtí krále Karla V. Francouzského dne 16. září 1380. Woodstockova jízda směrem na západ pokračovala do značné míry bez odporu a v listopadu 1380 položil obležení v Nantes a držel důležitý most přes Loiru směrem do Akvitánie. Nicméně, zjistil, že není schopen vytvořit účinné sevření, a naléhavé plány byly předloženy siru Thomasovi Feltonovi, aby přivezl z Anglie posily o 2000 mužích. V lednu, když bylo zřejmé, že bretaňský vévoda je smířený s novým králem Karlem VI. i, že se aliance hroutí a úplavice pustoší jeho muže, Woodstock opustil obležení.

## Spor s králem Richardem II.
Tomáš z Woodstocku byl vůdcem Pánů odvolatelů, skupiny mocných šlechticů, jejichž cílem bylo vyrvat moc z rukou Tomášova synovce, krále Richarda II., v roce 1388 dosáhly úspěšného povstání, které výrazně oslabilo královu moc. Richardovi II. se v roce 1397 podařilo skupinu zlikvidovat, a Tomáš byl uvězněn v Calais a očekával soud za zradu.
Během té doby byl ve vězení zardoušen skupinou mužů vedenou Tomášem de Mowbray, a rytířem sirem Nikolasem Colfoxem, pravděpodobně na příkaz Richarda II. To způsobilo pobouření anglické šlechty, která to považovala za další důkaz králových samovládných ambicí.

## Manželství a potomci
Tomáš měl se svou manželkou Eleonorou pět dětí:
- Humphrey z Buckinghamu
- Anna z Gloucesteru
- Johana
- Isabela
- Filip

Když byl odsouzen jako zrádce, jeho vévodství Gloucester propadlo koruně. Titul hraběte z Buckinghamu zdědil jeho syn, který zemřel v roce 1399, pouhé dva roky po Tomášově smrti. Woodstockova nejstarší dcera Anna se provdala do mocné rodiny Staffordů, hrabat ze Staffordu. Její syn, Humphrey Stafford byl v roce 1444 jmenován vévodou z Buckinghamu a také dědicem části majetků de Bohun.
Druhá část těchto majetků – včetně hrabství Hereford, která patřila Marii de Bohun a poté připojena k majetku rodu Lancasterů – se na konci 15. století stala záležitostí sporů.

## Vývod z předků
|                    |                      |  |                   |                          |  |  |  |  |  |  |  | Jindřich III. Plantagenet |
|                    |                      |  |                   |                          |  |  |  |  |  |  |  |                           |
|                    | Eduard I.            |  |                   |                          |  |  |  |  |  |  |  |                           |
|                    |                      |  |                   |                          |  |  |  |  |  |  |  |                           |
|                    |                      |  |                   | Eleonora Provensálská    |  |  |  |  |  |  |  |                           |
|                    |                      |  |                   |                          |  |  |  |  |  |  |  |                           |
|                    | Eduard II.           |  |                   |                          |  |  |  |  |  |  |  |                           |
|                    |                      |  |                   |                          |  |  |  |  |  |  |  |                           |
|                    |                      |  |                   | Ferdinand III. Kastilský |  |  |  |  |  |  |  |                           |
|                    |                      |  |                   |                          |  |  |  |  |  |  |  |                           |
|                    | Eleonora Kastilská   |  |                   |                          |  |  |  |  |  |  |  |                           |
|                    |                      |  |                   |                          |  |  |  |  |  |  |  |                           |
|                    |                      |  |                   | Johana z Ponthieu        |  |  |  |  |  |  |  |                           |
|                    |                      |  |                   |                          |  |  |  |  |  |  |  |                           |
|                    | Eduard III.          |  |                   |                          |  |  |  |  |  |  |  |                           |
|                    |                      |  |                   |                          |  |  |  |  |  |  |  |                           |
|                    |                      |  |                   | Filip III. Francouzský   |  |  |  |  |  |  |  |                           |
|                    |                      |  |                   |                          |  |  |  |  |  |  |  |                           |
|                    | Filip IV. Sličný     |  |                   |                          |  |  |  |  |  |  |  |                           |
|                    |                      |  |                   |                          |  |  |  |  |  |  |  |                           |
|                    |                      |  |                   | Isabela Aragonská        |  |  |  |  |  |  |  |                           |
|                    |                      |  |                   |                          |  |  |  |  |  |  |  |                           |
|                    | Izabela Francouzská  |  |                   |                          |  |  |  |  |  |  |  |                           |
|                    |                      |  |                   |                          |  |  |  |  |  |  |  |                           |
|                    |                      |  |                   | Jindřich I. Navarrský    |  |  |  |  |  |  |  |                           |
|                    |                      |  |                   |                          |  |  |  |  |  |  |  |                           |
|                    | Jana I. Navarrská    |  |                   |                          |  |  |  |  |  |  |  |                           |
|                    |                      |  |                   |                          |  |  |  |  |  |  |  |                           |
|                    |                      |  |                   | Blanka z Artois          |  |  |  |  |  |  |  |                           |
|                    |                      |  |                   |                          |  |  |  |  |  |  |  |                           |
| Tomáš z Woodstocku |                      |  |                   |                          |  |  |  |  |  |  |  |                           |
|                    |                      |  |                   |                          |  |  |  |  |  |  |  |                           |
|                    |                      |  | Jan II. Holandský |                          |  |  |  |  |  |  |  |                           |
|                    |                      |  |                   |                          |  |  |  |  |  |  |  |                           |
|                    | Jan II. Holandský    |  |                   |                          |  |  |  |  |  |  |  |                           |
|                    |                      |  |                   |                          |  |  |  |  |  |  |  |                           |
|                    |                      |  |                   | Adéla Holandská          |  |  |  |  |  |  |  |                           |
|                    |                      |  |                   |                          |  |  |  |  |  |  |  |                           |
|                    | Vilém III. Holandský |  |                   |                          |  |  |  |  |  |  |  |                           |
|                    |                      |  |                   |                          |  |  |  |  |  |  |  |                           |
|                    |                      |  |                   | Floris IV. Holandský     |  |  |  |  |  |  |  |                           |
|                    |                      |  |                   |                          |  |  |  |  |  |  |  |                           |
|                    | Filipa Lucemburská   |  |                   |                          |  |  |  |  |  |  |  |                           |
|                    |                      |  |                   |                          |  |  |  |  |  |  |  |                           |
|                    |                      |  |                   | Matylda Brabantská       |  |  |  |  |  |  |  |                           |
|                    |                      |  |                   |                          |  |  |  |  |  |  |  |                           |
|                    | Filipa Henegavská    |  |                   |                          |  |  |  |  |  |  |  |                           |
|                    |                      |  |                   |                          |  |  |  |  |  |  |  |                           |
|                    |                      |  |                   | Walram III. Limburský    |  |  |  |  |  |  |  |                           |
|                    |                      |  |                   |                          |  |  |  |  |  |  |  |                           |
|                    | Karel I. z Valois    |  |                   |                          |  |  |  |  |  |  |  |                           |
|                    |                      |  |                   |                          |  |  |  |  |  |  |  |                           |
|                    |                      |  |                   | Ermesinda Lucemburská    |  |  |  |  |  |  |  |                           |
|                    |                      |  |                   |                          |  |  |  |  |  |  |  |                           |
|                    | Johana z Valois      |  |                   |                          |  |  |  |  |  |  |  |                           |
|                    |                      |  |                   |                          |  |  |  |  |  |  |  |                           |
|                    |                      |  |                   | Jindřich II. z Baru      |  |  |  |  |  |  |  |                           |
|                    |                      |  |                   |                          |  |  |  |  |  |  |  |                           |
|                    | Markéta z Anjou      |  |                   |                          |  |  |  |  |  |  |  |                           |
|                    |                      |  |                   |                          |  |  |  |  |  |  |  |                           |
|                    |                      |  |                   | Filipa z Dreux           |  |  |  |  |  |  |  |                           |
|                    |                      |  |                   |                          |  |  |  |  |  |  |  |                           |